# عرب تيدرارين (كماسة)
عرب تيدرارين هي إحدى مشيخات المملكة المغربية، تتبع جغرافيا لإقليم شيشاوة وإداريًا لكماسة. يقدر عدد سكانها بـ 1092 نسمة حسب الإحصاء الرسمي للسكان والسكنى لسنة 2004.